# BA-30
BA-30 (ros. БА-30) – radziecki lekki półgąsienicowy samochód pancerny wyprodukowany w krótkiej serii w 1937 roku. Nie przyjęty do uzbrojenia i w związku z tym nie produkowany seryjnie.

## Historia
W 1936 roku na uzbrojenie Armii Czerwonej trafił samochód pancerny BA-20. Był to lekki, czterokołowy pojazd mający zastąpić starsze pojazdy typu FAI. BA-20 podobnie jak FAI był pojazdem przeznaczonym głównie do poruszania się po drogach utwardzonych. W terenie, z powodu znacznych nacisków jednostkowych i przeciążenia tylnej osi, BA-20 często grzęzł.
W 1937 roku w NATI powstał prototyp BA-30, który miał mieć znacznie lepsze osiągi w terenie niż BA-20. Osiągnięto to poprzez zastosowanie podwozia półgąsienicowego. Został skonstruowany z użyciem wielu podzespołów przejętych z innych sowieckich pojazdów produkowanych pod koniec lat 30. Podwozie pojazdu było zbliżone do zastosowanego w FAI. Tylny most zastąpiono gąsienicowym układem jezdnym o konstrukcji podobnej jak w ciężarówce półgąsienicowej GAZ-60. Miał on dwa duże i cztery małe koła jezdne, oraz pojedynczą rolkę biegu wstecznego gąsienicy. Kadłub pancerny miał konstrukcję zbliżoną do kadłuba BA-20. W przedniej części samochodu pancernego umieszczono czterocylindrowy silnik gaźnikowy GAZ-M1 o mocy 50 KM (37 kW). Silnik był osłonięty stalowym pancerzem o grubości 6mm. Za silnikiem znajdował się przedział załogi. W jego przedniej części swoje miejsca miał kierowca i dowódca. Trzecim członkiem załogi był strzelec obsługujący czkm DT umieszczony w obrotowej wieży identycznej z zastosowaną w BA-20. Pojazd był wyposażony w radiostację 70-TK-1.
Wyprodukowano krótką serię BA-30. Były one testowane, ale ostatecznie do uzbrojenia nie trafiły. Stało się tak, ponieważ pojazd został uznany przez wojskowych za zbyt ciężki. Pojazd posiadał uzbrojenie identyczne jak BA-20, ale jego masa była o dwie tony większa i tylko o kilkaset kilogramów mniejsza od masy silniej uzbrojonych trzyosiowych średnich samochodów pancernych BA-6.
Pomimo decyzji o zakończeniu rozwoju BA-30, kilka pojazdów z serii prototypowej wysłano na testy w warunkach bojowych, które miały odbyć się podczas wojny zimowej. 